# 伊達爾戈州
伊達爾戈州（西班牙語：Hidalgo）是墨西哥中部的一個州。

## 外部連結
- （西班牙文） 伊達爾戈州政府